# Beaumont-en-Véron
Beaumont-en-Véron ist eine französische Gemeinde mit 2.719 Einwohnern (Stand: 1. Januar 2022) im Département Indre-et-Loire in der Region Centre-Val de Loire. Sie gehört zum Arrondissement Chinon und zum Kanton Chinon. Die Einwohner werden Bellimontois(es) genannt.

## Geographie
Beaumont-en-Véron liegt am Nordufer der Vienne. Umgeben wird Beaumont-en-Véron von den Nachbargemeinden Avoine im Norden, Huismes im Nordosten, Chinon im Osten und Südosten, Cinais und Thizay im Süden, Saint-Germain-sur-Vienne im Südwesten, Savigny-en-Véron im Westen.

## Bevölkerungsentwicklung
| 1962 | 1968 | 1975 | 1982 | 1990 | 1999 | 2006 | 2018 |
| ---- | ---- | ---- | ---- | ---- | ---- | ---- | ---- |
| 1855 | 1967 | 1916 | 2459 | 2569 | 2757 | 2812 | 2692 |

## Sehenswürdigkeiten
- Dolmen La Grosse Pierre und Dolmen von Coulaine
- Schloss Coulaine, ab 1470 erbaut, Monument historique seit 1944
- Schloss Détilly, Ende des 16., Anfang des 17. Jahrhunderts, seit 1949 Monument historique
- Schloss Isore
- Schloss Razilly
- Schloss Vélors
- Herrenhaus Montour
- Herrenhaus La Courtinière aus dem frühen 16. Jahrhundert, Monument historique seit 1927

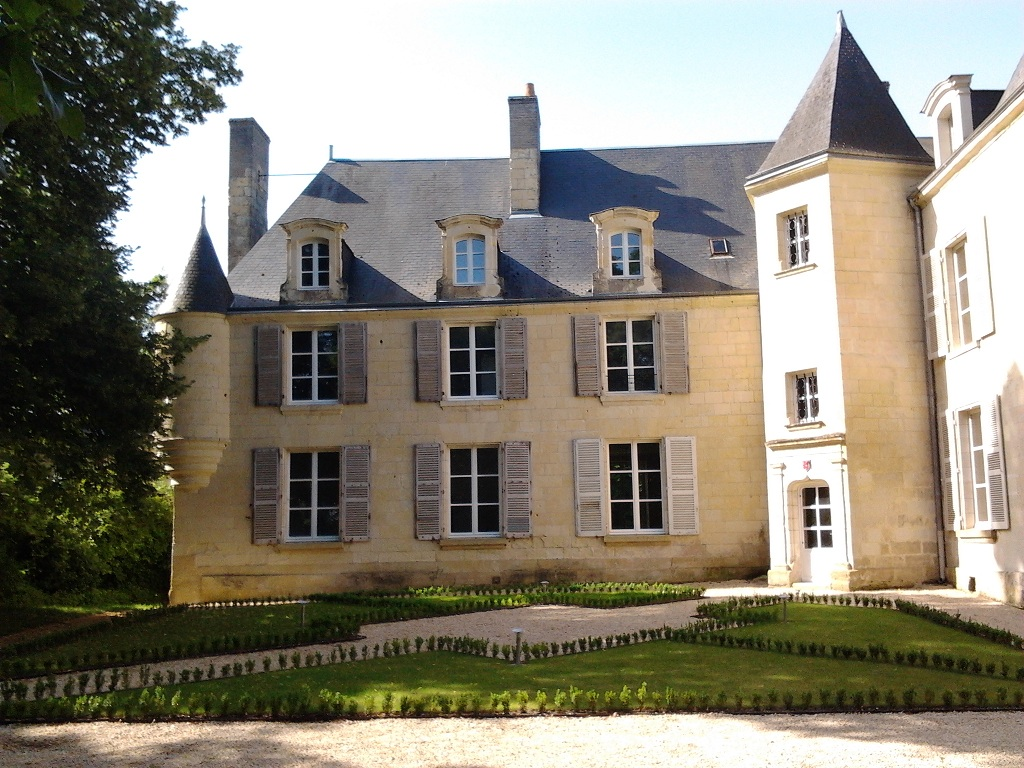
Schloss Isore
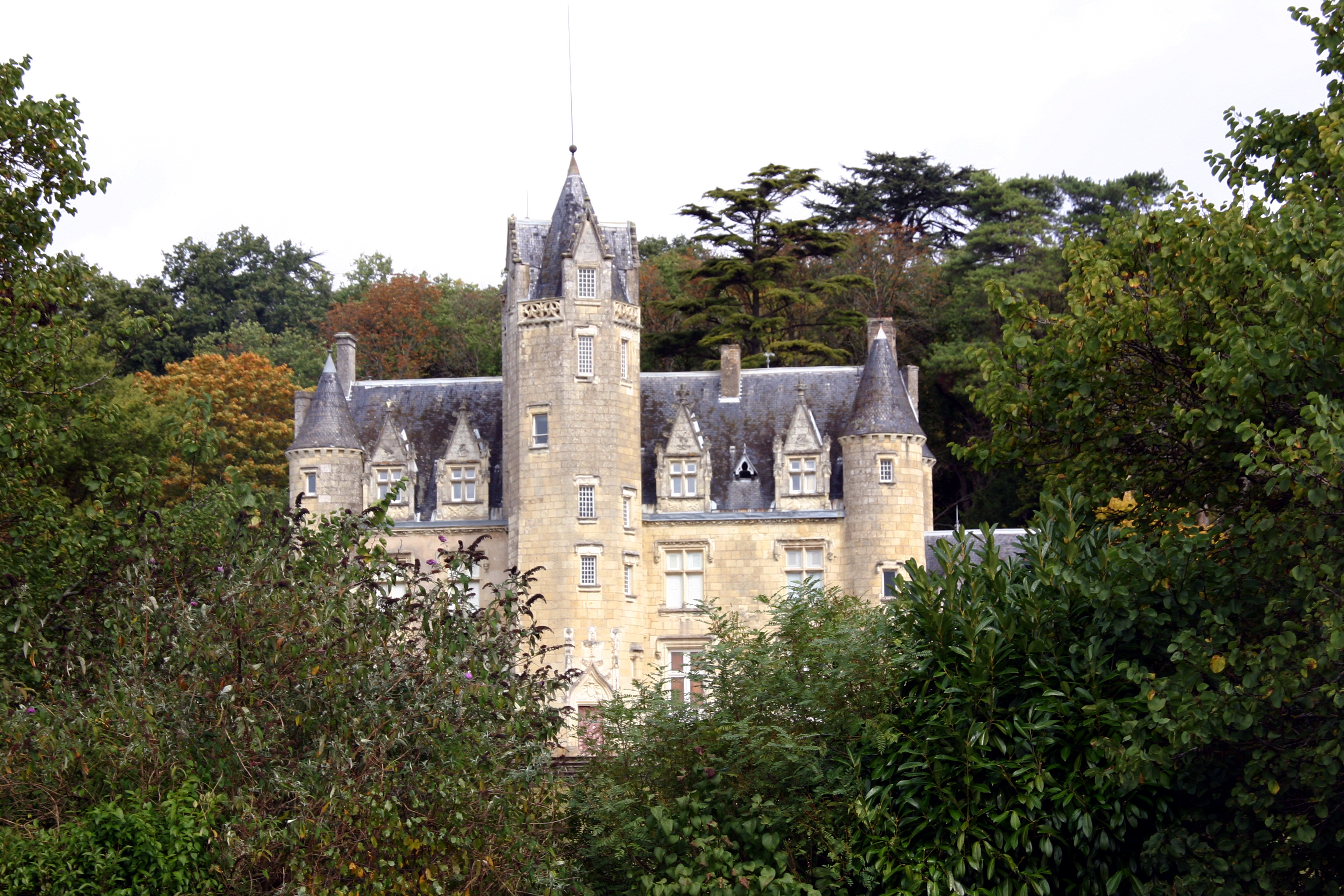
Schloss Coulaine
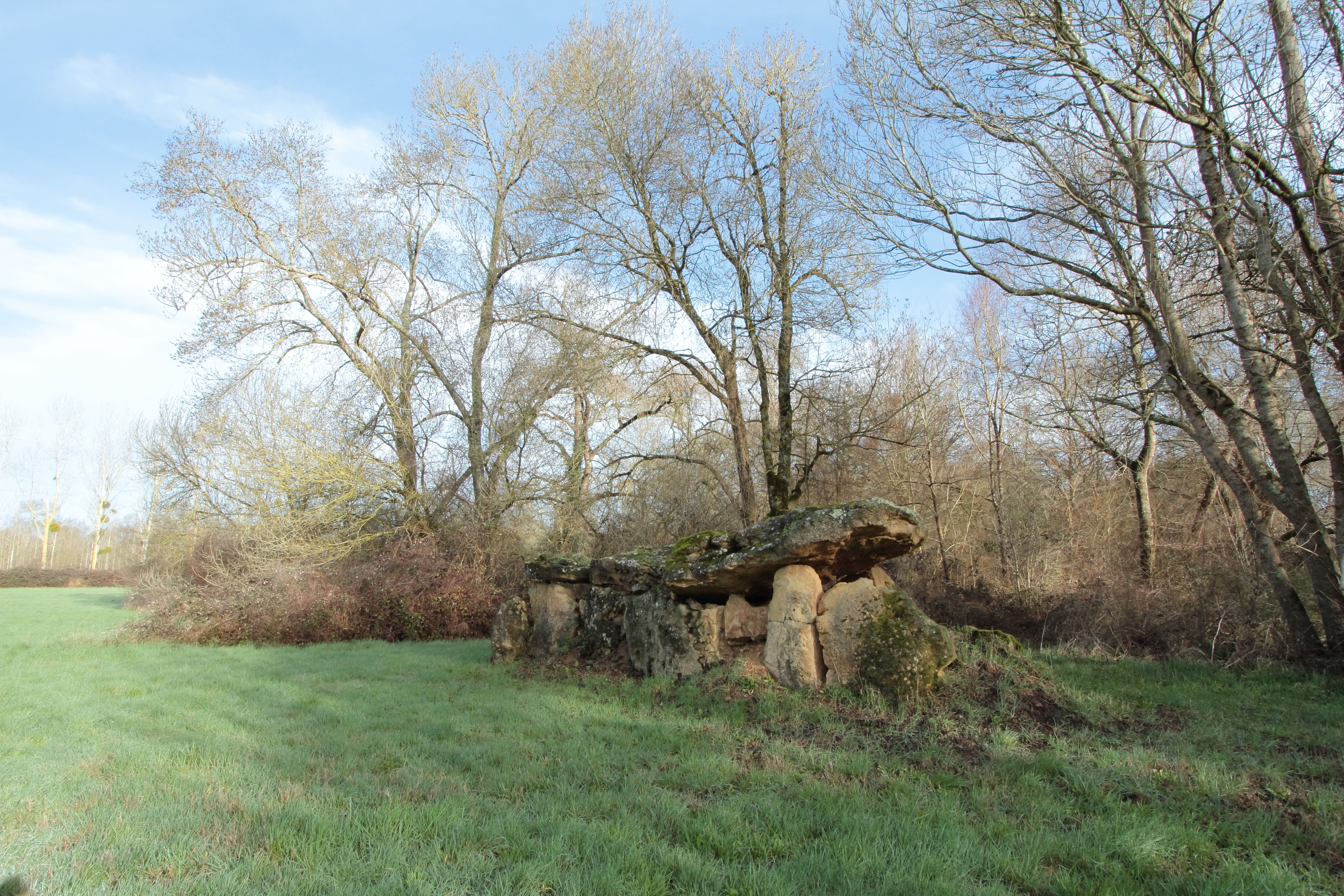
Dolmen Grosse Pierre

## Gemeindepartnerschaft
Mit der deutschen Samtgemeinde Heemsen in Niedersachsen pflegt die Gemeinde mit den übrigen Gemeinden der Communauté de communes Chinon, Vienne et Loire seit 1978 eine Partnerschaft.